# ニガズ対ブラックピープル
「ニガズ対ブラックピープル」（ニガズたいブラックピープル、英語: Niggers vs. Black People、稀に "Niggers vs. Black People"と表記されることもある）はクリス・ロックのスタンダップコメディ演目の中でも最も有名かつ挑発的な作品と言われているものである。「ニガズ」と「ブラックピープル」の振る舞いを比較し、前者を手厳しく批判する内容である。このショーは1996年にHBOのスペシャル番組Bring the Painで放送され、さらに1997年のクリス・ロックのアルバムRoll with the Newのトラック12として収録された。この演目はその極めて過激な内容ゆえに「悪名高い」ものとなり、『サタデー・ナイト・ライブ』を離れた後にクリス・ロックがコメディアンとしての地位を確立するにあたって決め手となった。

## 内容
この演目は12分ほどの長さで、ロックが黒人コミュニティの一部で見かける振る舞いについて悪口雑言を並べ立てるという内容である。本作のテーマは、面白おかしい比較を通して、「黒人ミドルクラスと、ある種のギャング的絶望ともいうべきものに屈してしまった黒人低所得者層の価値観」の違いを浮かび上がらせることである。ロックによると、「ニガズ」はちょっとした責任を果たしただけで自慢をする図々しく不愉快な人々である一方、「ブラックピープル」は真面目な市民である。ロックは「ニガズ」をアフリカ系アメリカ人に関するステレオタイプの多くを体現するような振る舞いをし、普段から他の黒人のイメージを傷つけるようなことをしている集団として描き出している。『インデペンデント』によると、この作品においては「怠惰や愚鈍のせいで黒人コミュニティを貶めているような一部のアフリカ系アメリカ人を、ブラックピープルが「ニガズ」と呼ぶことが社会的に容認」されている。

## 背景
「ニガ」 ("nigga"、複数形は「ニガズ」"niggas")は「ニガー」 ("nigger") の別綴りであり、アメリカ英語で黒人に対する極めて侮蔑的な表現である。「黒んぼ」などというような差別的な意味の言葉であり、非黒人が黒人に対してこの語を使用することは強い禁忌となっている。一方でとくに都市部の若者を中心に、コミュニティ内でお互いを呼ぶ時にアフリカ系アメリカ人が使用することもある。
2007年のインタビューで、クリス・ロックはこの演目の影響源としてアイス・キューブが1991年に出したアルバム Death Certificateに入っている楽曲"Us"をあげている。ロックによると、この作品は極めて人種差別的で笑えなくなりうる要素を含んでいたため、完成した形に練り上げるまで6ヶ月もかかった。

## お蔵入り
何度も繰り返して「ニガ」という言葉を使用したために議論が起こり、クリス・ロックはショーからこの演目を外すようになった。2005年の60 Minutesでのインタビューで、ロックは「レイシストどもがニガっていう言葉を使ってもいいお墨付きがあると思うようになっちゃったんだ。だからあのショーはもうやらないよ」と述べ、この演目は再演しないことを明言している。このお蔵入りについて、作家のタナハシ・コーツは「白人のファンが少々笑いすぎた」せいだとコメントしている。

## 評価
1996年6月1日に放送されたHBOの番組Bring the Painはエミー賞を2部門受賞している。番組の中でも最も注目されたのがこの演目である。
この演目は「地雷原でタップダンスをする」ような危険な内容だと評されており、クリス・ロックのキャリアにおいて最も「コントロヴァーシャル」であり、かつ「最も愛されている」ものでもある。カレン・グリグズビー・ベイツはナショナル・パブリック・ラジオに寄稿した記事で、これはコミュニティ内で黒人コメディアンが黒人観客に対して披露するからこそ評価されるたぐいの演目であり、他の人種のコメディアンが演じては成り立たないものだと述べている。
一方で強い批判も存在する。ジャスティン・ドライヴァーは『ニュー・リパブリック』に寄稿した記事で、クリス・ロックは「ミンストレル・ショーの芸」の時代に戻るようなスタイルをとっており、「ニガズ対ブラックピープル」はそのような意図がなくとも「かつての人種差別的な語彙」を復活させてしまっていて、「ニガ」という語の頻繁な使用には「根深い自己嫌悪の感情」がうかがわれると述べている。

## 影響
バラク・オバマは2008年6月15日、大統領選のキャンペーンの際、父の日に行ったスピーチでこの演目に直接言及し、「クリス・ロックがやった演目にこんなのがありました。クリスによると、我々のうちのあまりにも多くの男性が、傲慢で、やって当然のことについて自慢をしているというのです。「ええと、刑務所には行ってないし」などと言ってね。ええ、刑務所なんて普通行くところではないですよね！」と述べた。
NBCで放送されたアメリカ版『The Office』第1シーズン第2話 "Diversity Day" で、主人公のマイケル・スコットがこれの検閲版をパフォーマンスし、その結果1日かけて人種差別に関するセミナーをスタッフが行うことになる。